# Кроталі

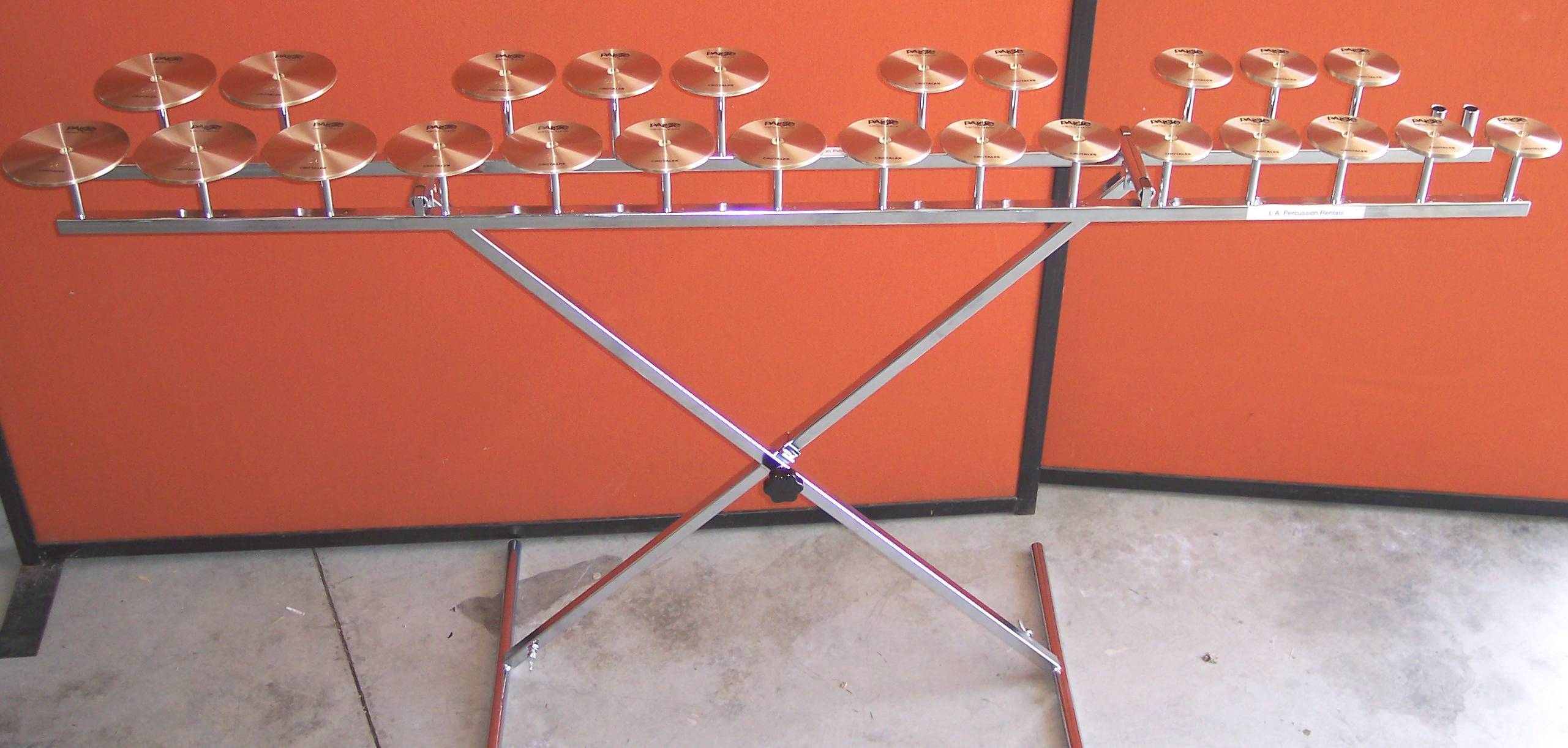
Кроталі фірми Paiste

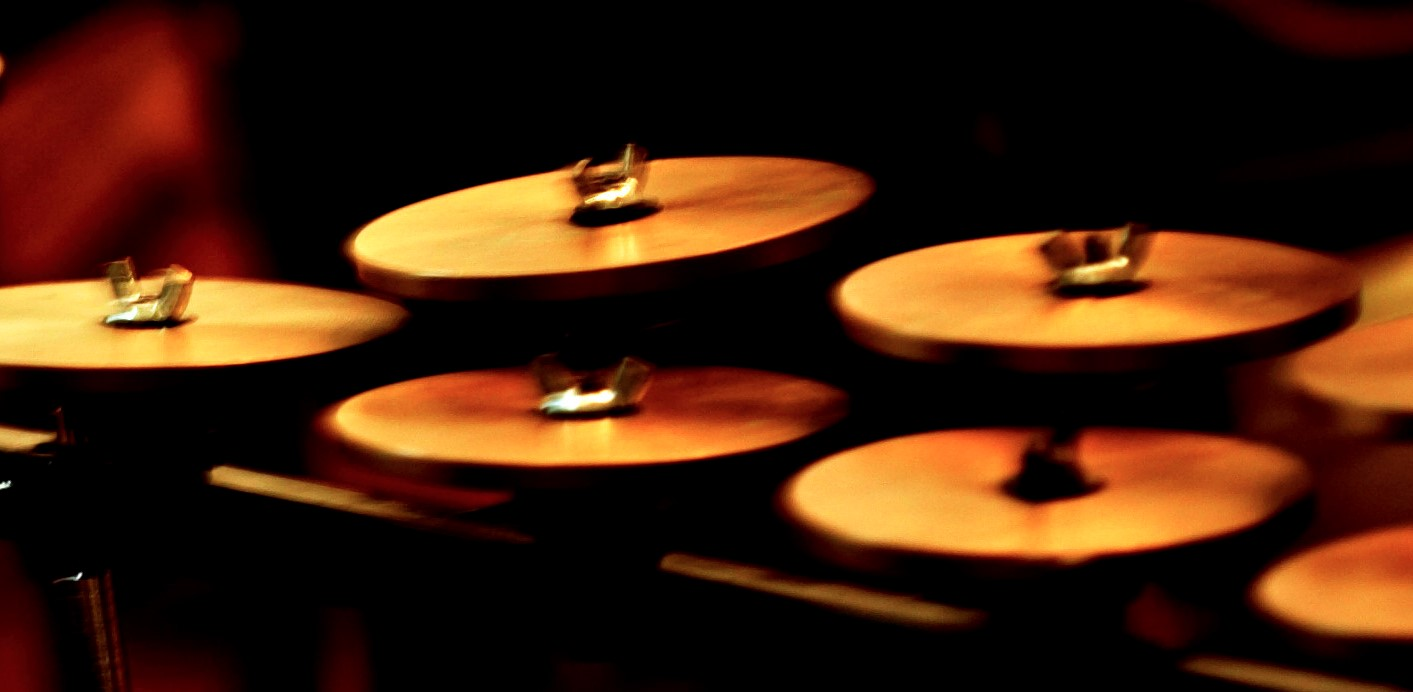
Вигляд зблизька

Кроталі ([ˈkroʊtɑːlz], [ˈkroʊtəlz]), іноді звані античні тарілочки — ударні музичні інструменти, що складаються з маленьких плоских бронзових або латунних дисків. Кожен з них має приблизно 10 см в діаметрі.

## Зноски
1. ↑  Merriam-Webster Dictionary, s.v. "crotales", accessed February 9, 2022.